# Yihuniligne Adane
Yihuniligne Adane (Etiòpia, 29 de febrer de 1996) és un atleta, corredor de llarga distància i maratonià etíop.
L'any 2022 Yihunligne Adane fou el guanyador de la Marató de Barcelona, amb un temps de 2 hores, 5 minuts i 53 segons. L'atleta etíop aconseguí la seva millor marca personal, trencant l'anterior, situada en 2h.06:22. A més, el corredor va batre el rècord de la prova que Samuel Kosegei havia marcat l'any anterior amb un temps de 2 hores, 6 minuts i 3 segons, aconseguint baixar el temps per sota de les dues hores i sis minuts.